# آن كريستي (مغنية)
آن كريستي هي مغنية بلجيكية، ولدت في 22 سبتمبر 1945 في أنتويرب في بلجيكا، وتوفيت في 7 أغسطس 1984 في Meise ‏ في بلجيكا بسبب سرطان عنق الرحم.

## وصلات خارجية
- آن كريستي على موقع IMDb (الإنجليزية)
- آن كريستي على موقع ميوزك برينز (الإنجليزية)
- آن كريستي على موقع أول ميوزيك (الإنجليزية)
- آن كريستي على موقع ديسكوغز (الإنجليزية)